# 博尔顿
博爾頓（英語：Bolton，/'bəʊltɔn/ⓘ）是英國英格蘭西北大曼徹斯特郡的大市鎮  。博爾頓地處西奔寧高沼（West Pennine Moors）之旁、曼徹斯特之西北16.1公里，擁有128,139人口，是博爾頓都市區（Metropolitan Borough of Bolton）面積最大、人口最多的市鎮。鎮內最著名的體育組織是保頓足球會。
博爾頓曾經是英格蘭蘭開夏郡的一部分。

## 地理
博尔顿是大曼彻斯特郡的一个城镇。靠近西奔宁沼泽，它是在曼彻斯特市西北10英里（16公里）并且包围由几个更小的城镇和村庄，一起形成了博尔顿的大都会自治市镇，其中博尔顿是行政中心。
早期的名字Bolton le Moors描述了在Risington Pike（456米）东南边西部羽衣甘蓝边缘的低山丘上的位置。 博尔顿位于相对平坦的土地两侧的河流或陡峭的山谷上，克罗地亚河通过这条河流以朝向Irwell河的方向流动。地质构造 Bolton由石炭纪系列和煤炭措施的砂岩组成; 在博尔顿北部，较低的煤炭措施与底层Millstone Grit混合。大曼彻斯特地区的气候类似于英国的大部分地区，尽管受到了北威尔士山区的保护，它的经历略低于平均降雨量，除了夏季，其降雨量高于平均水平。

## 经济
| Bolton Compared      | Bolton Compared | Bolton Compared  | Bolton Compared | Bolton Compared |
| -------------------- | --------------- | ---------------- | --------------- | --------------- |
| 2001年英國人口普查   | 博尔顿          | 大曼徹斯特都市區 | 英格兰          |                 |
| 人口 (16–74)         | 97,859          | 1,606,414        | 35,532,091      |                 |
|                      |                 |                  |                 |                 |
| 全职                 | 37.0%           | 40.1%            | 40.8%           |                 |
| 非全职               | 11.7%           | 11.2%            | 11.8%           |                 |
| 自由职业者           | 6.7%            | 6.6%             | 8.3%            |                 |
| 失业者               | 4.2%            | 3.6%             | 3.3%            |                 |
| 退休者               | 13.0%           | 13.0%            | 13.5%           |                 |
| 来源：英国国家统计局 |                 |                  |                 |                 |

在2001年人口普查时，共56,390名就业人员居住在博尔顿。其中21.13％的人在批发及零售业工作，包括汽车维修；18.71％的人在制造业工作；11.00％的人在卫生和社会工作部门工作，6.81％在运输、仓储和通信工业工作。
博尔顿创新区是博尔顿大学的核心开发项目，总耗资高达3亿英镑。

## 友好城市
- 法國勒芒 （1967年）
- 德国帕德博恩 （1975年）
- 中国肇庆 （2005年10月8日-）[12]

## 延伸阅读
- Southern, Christine, , Hendon Publishing Lancs., 1975, ISBN 0-902907-76-X